# Papyrocranus congoensis
Papyrocranus congoensis е вид лъчеперка от семейство Notopteridae.

## Разпространение
Видът е разпространен в Демократична република Конго.